# Martinus J.G. Veltman
Martinus J.G. Veltman, född 27 juni 1931 i Waalwijk i Noord-Brabant, död 4 januari 2021  i De Bilt i provinsen Utrecht, var en nederländsk fysiker. Han tilldelades Nobelpriset i fysik år 1999 för sina "avgörande insatser rörande kvantstrukturen hos teorin för elektrosvag växelverkan i fysiken". Han delade priset med sin landsman Gerard 't Hooft.
Han avlade doktorsgraden i fysik 1963 vid universitetet i Utrecht. Han var professor i fysik vid universitetet i Utrecht 1966–1981 och vid University of Michigan, Ann Arbor, från 1981 fram till sin död. Han var ledamot av den holländska vetenskapsakademien sedan 1981.
't Hooft och Veltman utvecklade de matematiska grunderna för den så kallade standardmodellen för elementarpartiklar som beskriver och grupperar alla kända sådana partiklar. Genom deras arbete kan egenskaper hos gamla och nya partiklar bättre beräknas och förutsägas.
Asteroiden 9492 Veltman är uppkallad efter honom.